# Lista de navios atacados pelo submarino alemão U-99
O U-99 foi um submarino alemão do Tipo VIIB , pertencente a Kriegsmarine que atuou durante a Segunda Guerra Mundial. Comissionado em 18 de Abril de 1940, esteve em operações até 17 de março de 1941 quando foi afundado pela tripulação na costa sudeste da Islândia.

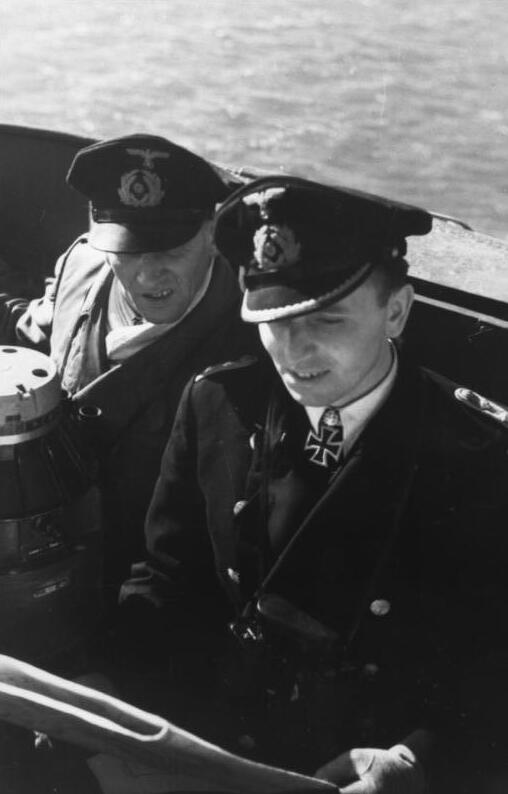
Kptlt. Otto Kretschmer na torre de comando do U-99 (janeiro 1941).

## Navios atacados peloU-99
- 35 navios afundados, num total de 198 218 GRT
- 3 navios de guerra auxiliares afundados, num total de 46 440 GRT
- 1 navio capturado, num total de 2 136 GRT
- 5 navios danificados, num total de 37 965 GRT [2][3]

| Data        | Comandante             | Nome da Embarcação         | Toneladas | Nacionalidade          |  |
| ----------- | ---------------------- | -------------------------- | --------- | ---------------------- |  |
| 5 Jul 1940  | Kptlt. Otto Kretschmer | SS Magog                   | 2 053     | Canadá                 |  |
| 7 Jul 1940  | Otto Kretschmer        | SS Bissen                  | 1 514     | Suécia                 |  |
| 7 Jul 1940  | Otto Kretschmer        | Sea Glory                  | 1 964     | Reino Unido            |  |
| 8 Jul 1940  | Otto Kretschmer        | Humber Arm                 | 5 758     | Reino Unido            |  |
| 12 Jul 1940 | Otto Kretschmer        | SS Ia                      | 4 860     | Grécia                 |  |
| 12 Jul 1940 | Otto Kretschmer        | Merisaar (capturado)       | 2 136     | Estónia                |  |
| 18 Jul 1940 | Otto Kretschmer        | SS Woodbury                | 4 434     | Reino Unido            |  |
| 28 Jul 1940 | Otto Kretschmer        | MV Auckland Star           | 13 212    | Reino Unido            |  |
| 29 Jul 1940 | Otto Kretschmer        | Clan Menzies               | 7 336     | Reino Unido            |  |
| 31 Jul 1940 | Otto Kretschmer        | Jamaica Progress           | 5 475     | Reino Unido            |  |
| 31 Jul 1940 | Otto Kretschmer        | Jersey City                | 6 322     | Reino Unido            |  |
| 2 Ago 1940  | Otto Kretschmer        | Alexia (danificado)        | 8 016     | Reino Unido            |  |
| 2 Ago 1940  | Otto Kretschmer        | Lucerna (danificado)       | 6 556     | Reino Unido            |  |
| 2 Ago 1940  | Otto Kretschmer        | Strinda (danificado)       | 10 973    | Noruega                |  |
| 11 Set 1940 | Otto Kretschmer        | Albionic                   | 2 468     | Reino Unido            |  |
| 15 Set 1940 | Otto Kretschmer        | Kenordoc                   | 1 780     | Canadá                 |  |
| 16 Set 1940 | Otto Kretschmer        | Lotos                      | 1 327     | Noruega                |  |
| 17 Set 1940 | Otto Kretschmer        | Crown Arun                 | 2 372     | Reino Unido            |  |
| 21 Set 1940 | Otto Kretschmer        | Baron Blythswood           | 3 668     | Reino Unido            |  |
| 21 Set 1940 | Otto Kretschmer        | Elmbank                    | 5 156     | Reino Unido            |  |
| 21 Set 1940 | Otto Kretschmer        | Invershannon               | 9 154     | Reino Unido            |  |
| 18 Out 1940 | Otto Kretschmer        | Empire Miniver             | 6 055     | Reino Unido            |  |
| 18 Out 1940 | Otto Kretschmer        | Fiscus                     | 4 815     | Reino Unido            |  |
| 18 Out 1940 | Otto Kretschmer        | Niritos                    | 3 854     | Grécia                 |  |
| 19 Out 1940 | Otto Kretschmer        | Clintonia (danificado)     | 3 106     | Reino Unido            |  |
| 19 Out 1940 | Otto Kretschmer        | Empire Brigade             | 5 154     | Reino Unido            |  |
| 19 Out 1940 | Otto Kretschmer        | Snefjeld                   | 1 643     | Noruega                |  |
| 19 Out 1940 | Otto Kretschmer        | Thalia                     | 5 875     | Grécia                 |  |
| 3 Nov 1940  | Otto Kretschmer        | Casanare                   | 5 376     | Reino Unido            |  |
| 3 Nov 1940  | Otto Kretschmer        | HMS Laurentic (F-51)       | 18 724    | Marinha Real Britânica |  |
| 4 Nov 1940  | Otto Kretschmer        | HMS Patroclus              | 11 314    | Marinha Real Britânica |  |
| 5 Nov 1940  | Otto Kretschmer        | Scottish Maiden            | 6 993     | Reino Unido            |  |
| 2 Dez 1940  | Otto Kretschmer        | HMS Forfar (F-30)          | 16 402    | Marinha Real Britânica |  |
| 2 Dez 1940  | Otto Kretschmer        | Samnanger                  | 4 276     | Noruega                |  |
| 3 Dez 1940  | Otto Kretschmer        | Conch                      | 8 376     | Reino Unido            |  |
| 7 Dez 1940  | Otto Kretschmer        | Farmsum                    | 5 237     | Países Baixos          |  |
| 7 Mar 1941  | Otto Kretschmer        | Athelbeach                 | 6 568     | Reino Unido            |  |
| 7 Mar 1941  | Otto Kretschmer        | Terje Viken                | 20 638    | Reino Unido            |  |
| 16 Mar 1941 | Otto Kretschmer        | Beduin                     | 8 136     | Noruega                |  |
| 16 Mar 1941 | Otto Kretschmer        | Ferm                       | 6 593     | Noruega                |  |
| 16 Mar 1941 | Otto Kretschmer        | Franche Comte (danificado) | 9 314     | Reino Unido            |  |
| 16 Mar 1941 | Otto Kretschmer        | J.B. White                 | 7 375     | Canadá                 |  |
| 16 Mar 1941 | Otto Kretschmer        | Korshamn                   | 6 673     | Suécia                 |  |
| 16 Mar 1941 | Otto Kretschmer        | Venetia                    | 5 728     | Reino Unido            |  |
| Total       | Total                  | Total                      | 284 759 t |                        |  |

SS (steam ship) - navio a vapor. 

MV (motor vessel) - navio a motor. 

HMS (Her Majesty's Ship) - prefixo dos navios pertencentes a Marinha Real Britânica, com o significado de navio de sua Majestade.